# 리처드 스펜서

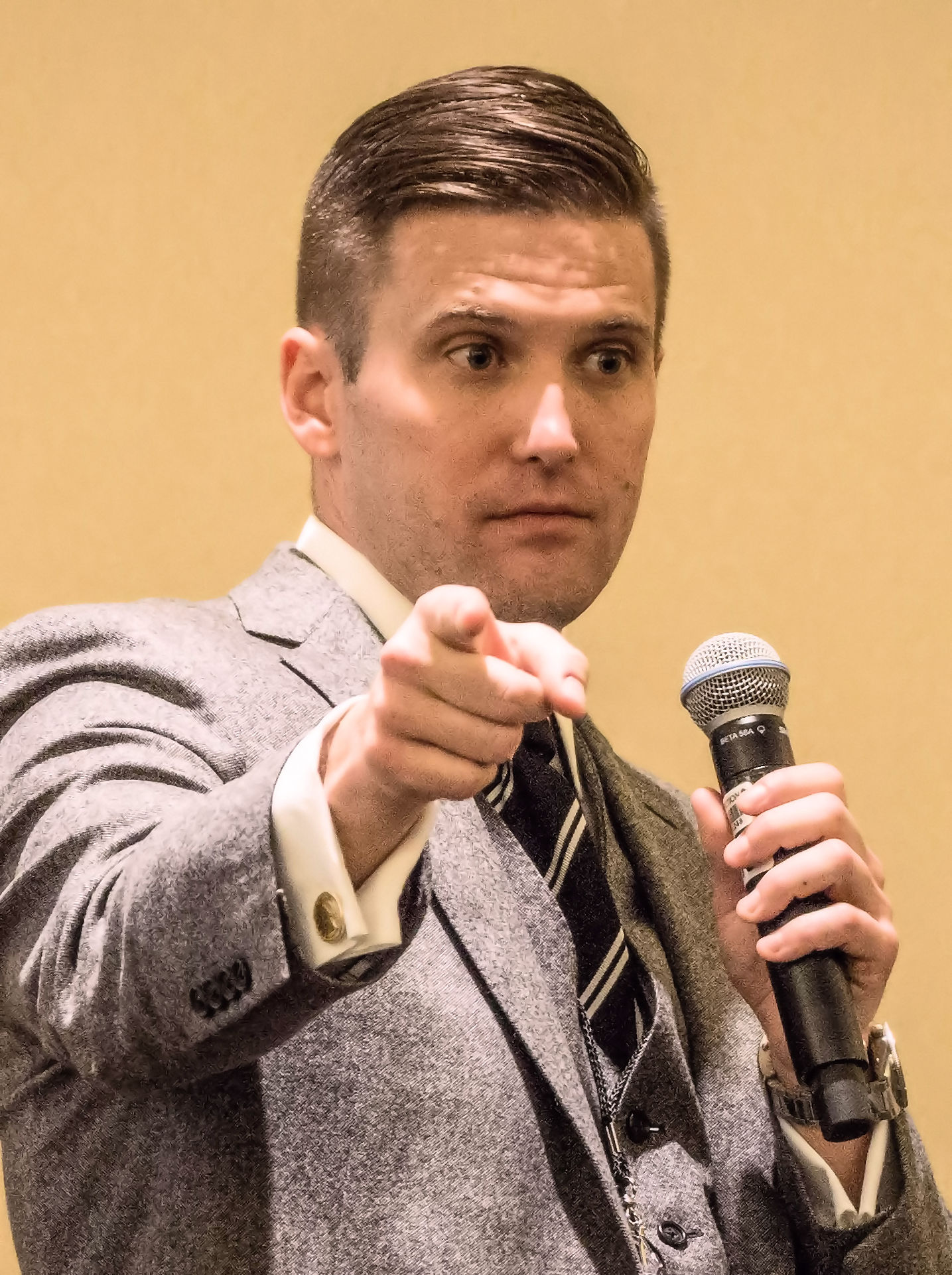
리처드 스펜서

리처드 버트런드 스펜서(영어: Richard Bertrand Spencer; 1978년 출생)는 미국의 신나치주의, 반유대주의 음모론자이며 백인 우월주의 활동가이다. 2016년과 2017년에 공개적인 극우 운동을 펼친 행동파로 알려졌다. 그는 유럽 연합을 백인종의 제국으로 재건하기를 원했으며 현재의 유럽연합의 정체성을 백인 민족주의로 대체할 것을 요구하였다. 2018년 폴란드 정부는 그의 반복적인 나치 옹호 발언을 이유로 그의 솅겐 지역 입국을 금지하였다.
그는 하이티인들을 백인이 노예로 삼는 것을 옹호하였고, 미국에서 소수 민족들을 인종 청소해야 한다는 주장에 찬성하였다. 그는 미국 나치당의 창시자인 조지 링컨 록웰에 존경을 표하기도 하였다.